# Petr Valušiak
Petr Valušiak (ur. 7 września 1986 w Ostrawie) – czeski hokeista.

## Kariera
- HC Vítkovice U18 (2000-2003)
- HC Vítkovice U20 (2003-2006)
- HC Slezan Opava U20 (2003)
- HC Hawierzów U20 (2003-2005)
- HC Vítkovice (2005/2006)
- HC Sareza Ostrawa (2006-2007)
- HC Přerov (2006-2008)
- Unia Oświęcim (2008-2009)
- KTH Krynica (2009-2010)
- Unia Oświęcim (2010-2012)
- HC GKS Katowice (2012-2013)

Wychowanek HC Vítkovice. Występował w drużynach czeskiej ekstraligi, czeskiej 1. ligi, czeskiej 2. ligi. Od 2008 grał w polskich klubach I ligi i Polskiej Ligi Hokejowej. Od października 2012 w sezonie 2012/2013, zgodnie ze zmianą w regulaminie PZHL, nie był wliczany do limitu obcokrajowców (z racji występów
w Polskiej Lidze Hokejowej (PLH) nieprzerwanie od co najmniej 48 miesięcy) i z tego względu był traktowany jako gracz krajowy. Pod koniec 2013 PZHL ukarał dyskwalifikacją w wymiarze dwóch lat za stosowanie niedozwolonych środków dopingujących.

## Sukcesy
Klubowe
- Złoty medal I ligi: 2009 z Unią Oświęcim
- Brązowy medal mistrzostw Polski: 2011, 2012 z Unią Oświęcim
- Finał Pucharu Polski: 2012 z Unią Oświęcim

Indywidualne
- Ekstraliga polska w hokeju na lodzie (2010/2011):
  - Mecz gwiazd ligi